# Jan Werner Danielsen
Jan Werner Danielsen (* 10. April 1976 in Nord-Odal, Norwegen; † 29. September 2006 in Oslo), auch unter dem Künstlernamen Jan Werner bekannt, war ein norwegischer Sänger.

## Leben und Wirken
Er wurde bei einer Talentshow im Jahre 1994 entdeckt und vertrat im selben Jahr sein Land gemeinsam mit Elisabeth Andreassen beim Eurovision Song Contest, dort belegten sie den 6. Platz. Im Folgejahr erhielt er den Karolineprisen.
Ab 1995 veröffentlichte er mehrere Alben. 
Danielsen wurde am 29. September 2006 tot von einem Freund in seiner Wohnung gefunden. Nach polizeilichen Angaben starb er eines natürlichen Todes. Im Januar 2007 wurde ein Autopsiebericht veröffentlicht, wonach die Todesursache Herzversagen war, vermutlich ausgelöst durch eine Bronchienentzündung in Verbindung mit Überarbeitung.

## Diskografie

### Alben
| Jahr | Titel                            | Höchstplatzierung, Gesamtwochen, AuszeichnungChartsChartplatzierungen (Jahr, Titel, Platzierungen, Wochen, Auszeichnungen, Anmerkungen) | Anmerkungen |
| Jahr | Titel                            | NO | Anmerkungen |
| ---- | -------------------------------- | --- | ----------- |
| 1995 | All By Myself                    | NO3 Gold · (13 Wo.)NO |             |
| 1997 | Inner Secrets                    | NO13 (8 Wo.)NO |             |
| 1999 | Music Of The Night               | NO12 (7 Wo.)NO |             |
| 1999 | Jul                              | NO12 (5 Wo.)NO | mit Bettan  |
| 2003 | Singer Of Songs                  | NO2 (13 Wo.)NO |             |
| 2006 | Stronger                         | NO1 (15 Wo.)NO |             |
| 2007 | Eg veit i himmelrik ei borg      | NO2 (7 Wo.)NO |             |
| 2010 | One More Time – The Very Best Of | NO3 Platin · (9 Wo.)NO |             |

### Singles
| Jahr | Titel Album | Höchstplatzierung, Gesamtwochen, AuszeichnungChartsChartplatzierungen (Jahr, Titel, Album, Platzierungen, Wochen, Auszeichnungen, Anmerkungen) | Anmerkungen              |
| Jahr | Titel Album | NO | Anmerkungen              |
| ---- | ----------- | --- | ------------------------ |
| 1994 | Duett –     | NO3 (6 Wo.)NO | mit Elisabeth Andreasson |